# Hans-Joachim Behr (Archivar)
Hans-Joachim Behr (* 23. Januar 1930 in Lüneburg) ist ein deutscher Archivar und Historiker. Er war Leiter des Nordrhein-Westfälischen Staatsarchivs in Münster und ist Honorarprofessor an der Westfälischen Wilhelms-Universität. Er veröffentlichte zahlreiche Schriften zumeist zu landesgeschichtlichen Themen.

## Leben
Hans-Joachim Behr arbeitete nach der Mittleren Reife als Landwirt und erlangte den Titel eines Ing. grad. Nach Nachholung des Abiturs studierte er ab 1957 Geschichte und Germanistik an der Georg-August-Universität Göttingen und an der Universität Hamburg, unter anderem bei Percy Ernst Schramm, Alfred Heuß und Hermann Heimpel. Er wurde 1963 in Hamburg bei Otto Brunner mit einer Dissertation über Die Pfandschlosspolitik der Stadt Lüneburg im 15. und 16. Jahrhundert zum Dr. phil. promoviert. Nach der Promotion war Behr von 1963 bis 1974 Archivar am Niedersächsischen Staatsarchiv Osnabrück und danach Archivar am Staatsarchiv Münster. Leiter dieses Archivs war er von 1979 bis zu seiner Pensionierung 1995.
Behr ist unter anderem Mitglied der Historischen Kommission für Niedersachsen und Bremen und der Historischen Kommission für Westfalen. Er war Mitglied der Vereinigung für Verfassungsgeschichte und zwischen 1989 und 2005 auch Mitglied der Historischen Kommission für kirchliche Zeitgeschichte in Westfalen. Weiterhin war er zwischen 1989 und 2000 Direktor des Vereins für Geschichte und Altertumskunde Westfalens, Abt. Münster, 1985–1997 Zweiter Vorsitzender des Brauweiler Kreises für Landes- und Zeitgeschichte und 1980–2005 Mitherausgeber der Düsseldorfer Schriften. 2001 erhielt er das Bundesverdienstkreuz 1. Klasse.

## Schriften (Auswahl)
Monografien
- Die Pfandschlosspolitik der Stadt Lüneburg im 15. und 16. Jahrhundert. Museumsverein für das  Fürstentum Lüneburg, Lüneburg 1964 (zugleich: Hamburg, Universität, Dissertation).
- Politisches Ständetum und landschaftliche Selbstverwaltung. Geschichte der Osnabrücker Landschaft im 19. Jahrhundert. Wenner, Osnabrück 1970.
- Georg von Schele (1771–1844). Staatsmann oder Doktrinär? Wenner, Osnabrück 1973, ISBN 3-87898-069-8.
- Geschichte in Karten. Historische Ansichten aus den Rheinlanden und Westfalen. Schwann, Düsseldorf 1985, ISBN 3-590-34218-8.
- mit Jürgen Kloosterhuis: Ludwig Freiherr Vincke. Ein westfälisches Profil zwischen Reform und Restauration in Preußen. Nordrhein-Westfälisches Staatsarchiv Münster, Münster 1994.
- Franz von Waldeck. Fürstbischof zu Münster und Osnabrück, Administrator zu Minden (1491–1553). Sein Leben in seiner Zeit, 2 Bde. Aschendorff, Münster 1996 und 1998, ISBN 3-402-06764-1 und ISBN 3-402-06765-X.
- Graf Franz von Waldeck (1491–1553). Dreimal geistlicher Fürst in Westfalen. Waldeckischer Geschichtsverein, Bad Arolsen 1999, ISBN 3-932468-01-5.
- mit Bernhard Brockmann und Nikolaus Konkenge: Das Gogericht auf dem Desum. „haubtt- und ubergericht“ des Oldenburger Münsterlandes. Isensee, Oldenburg 2000.
- „Recht muß doch Recht bleiben“. Das Leben des Freiherrn Georg von Vincke (1811–1875). Bonifatius, Paderborn 2009.

Herausgeber- und Bearbeiterschaften
- (Hrsg.): Der Landkreis Osnabrück. Geschichte und Gegenwart. A. Fromm, Osnabrück 1971.
- (Bearb.): Übersicht über die Bestände des Niedersächsischen Staatsarchivs in Osnabrück. Vandenhoeck & Ruprecht, Göttingen 1978, ISBN 3-525-35516-5.
- (Bearb., mit Jürgen Kloosterhuis): Die Bestände des Nordrhein-Westfälischen Staatsarchivs Münster. Kurzübersicht. Nordrhein-Westfälisches Staatsarchiv Münster, Münster 1984.
- (Bearb.): Westfalen in Nordrhein-Westfalen. Aspekte westfälisch-rheinischer Bindungen einst und jetzt. Ausstellung des Nordrhein-Westfälischen Staatsarchivs Münster. Nordrhein-Westfälisches Staatsarchiv Münster, Münster 1984.
- (Hrsg.): Die Arenberger in Westfalen und im Emsland (= Die Arenberger. Geschichte einer europäischen Dynastie, Bd. 2). Landesarchivverwaltung Rheinland-Pfalz, Koblenz 1990.
- (Bearb.): Karl Freiherr von Müffling. Offizier – Kartograph – Politiker (1775–1851). Lebenserinnerungen und kleinere Schriften. Böhlau, Köln 2003, ISBN 3-412-02803-7.
- (Bearb.): Die Tagebücher des Ludwig Freiherrn Vincke, 1789–1844. Bd. 5, 8, 9, 11, Aschendorff, Münster 2009–2019, ISBN 3-402-15740-3.

Aufsätze (Auswahl)
- Der Niederrheinisch-Westfälische Reichskreis um 1560 und 1794. Karten und Text (Geschichtlicher Handatlas von Westfalen 2. Münster 1982).
- Archives and school education - possibilities, problems, limits (Unesco bulletin for libraries XXVII no. 3, 1974).
- Revolution auf dem Lande. Bauern und ländliche Unterschichten 1848/49 (Westfälische Zeitschrift 150, 2000).
- Um soziale Reformen und politische Emanzipation. Die Osnabrücker Landbevölkerung in der Revolution von 1848 (Verzögerter  Aufbruch. Hg. B. Panke-Kochinke u. R. Spilker. Bramsche, 1994)
- Zeitgeschichte in Land und Region. Anmerkungen und Hinweise (Geschichte im Westen 2, 1989).
- Die Landgebietspolitik nordwestdeutscher Hansestädte (Hansische Geschichtsblätter 94, 1976).
- Exemtionsprozesse des Reichsfiskus gegen westfälische Städte im 16. Jahrhundert (Westfälische Zeitschrift 131/132 1981/82).
- Preußische Binnenkolonisation in Westfalen (Westfälische Zeitschrift  167, 2017).
- Die Exekution des Niederrheinisch-Westfälischen Kreises gegen Graf Johann von Rietberg 1556-1566 (Westfälische Zeitschrift 128, 1978).